# 충현도서관
충현도서관은 경기도 광명시 소재의 도서관이다.

## 연혁
- 2008. 12. 24 소하다목적복지센터 준공
- 2009. 03. 02 소하어린이도서관 개관
- 2011. 02. 17 2010년 경기도 도서관평가 [격려부문] 우수상 수상
- 2011. 05. 11 영어도서관 서비스 개시
- 2012. 04. 12 광명시 평생학습사업소 시립도서관 운영 조례 개정 (소하어린이도서관에서 광명시충현도서관으로 명칭 변경
- 2012. 04. 16 종합자료실 개실을 위한 건물 2층 리모델링 준공
- 2012. 06. 07 광명시충현도서관으로 재 개관

## 시설현황
- 지상4층: 커뮤니티실, 동아리실, 문화교실 1·2
- 지상3층: 어린이 자료실
- 지상2층: 종합자료실